# 던롭 스포츠
던롭 스포츠(Dunlop Sport)는 테니스, 스쿼시, 골프, 배드민턴, 의류, 여행, 자전거 용품 등을 생산하는 스포츠 용품 전문 브랜드이다. 1985년 BTR plc사가 던롭 홀딩스(Dunlop Holdings)를 인수하면서, 던롭 스포츠는 슬래진저(Slazenger)와 합병되었다. 1959년 던롭은 슬래진저를 인수하여 던롭 슬래진저로 사명을 변경하였던 바 있다. BTR은 1996년 해당 부문을 매각했으며, 현재 던롭 스포츠의 대주주는 영국계 회사인 스포츠 다이렉트 인터내셔널(Sports Direct International)이다. 이 회사는 2004년 던롭 슬래진저를 신벤(Cinven)사로부터 4천만 파운드에 인수하였다.
그러다가 던롭 스포츠는 2017년, 던롭 관련 브랜드를 인수한 일본 기업인 스미토모 고무공업에 1,370만 달러로 인수됨에 따라, 던롭 스포츠는 스미토모 고무공업의 자회사인 SRI 스포츠가 직접 경영한다.
또한 던롭은 예전에 골프 장비를 직접 제조한 바 있었다.

## 같이 보기
- 스릭슨